# Houdini y Doyle
Houdini y Doyle —Houdini & Doyle en su versión original— es una serie de televisión británico-canadiense basada en la relación de amistad existente entre Harry Houdini y sir Arthur Conan Doyle. La primera temporada, compuesta por diez episodios, fue grabada para su posterior emisión por la cadena Fox en Estados Unidos, ITV en el Reino Unido y Shaw Media en Canadá. Los cocreadores de la serie, David Hoselton y David Titcher, escribieron el guion del episodio piloto. Este fue emitido por primera vez el domingo 13 de marzo de 2016 por ITV.

## Contexto
Harry Houdini es un escéptico que no cree en nada a menos que pueda verlo. Sir Arthur Conan Doyle, por el contrario, es un creyente que desea probar que lo sobrenatural es real. La serie comienza en el año 1900, poco después de la publicación de The Great Boer War de Doyle. Este y Houdini se ven envueltos en la investigación de una serie de muertes bajo circunstancias misteriosas. Discuten acerca de si las causas de estas son naturales o supernaturales y en ocasiones realizan apuestas, lo cual provoca que la alguacil Stratton se encuentre a menudo en situaciones embarazosas.

## Elenco

### Principal
- Michael Weston como Harry Houdini.[1][2]
- Stephen Mangan como Arthur Conan Doyle.[1][2]
- Rebecca Liddiard como Adelaide Stratton.[1][2]
- Adam Nagaitis como George Gudgett.[2]
- Tim McInnerny como Horace Merring.[2]

### Recurrente
- Emily Carey como Mary Conan Doyle.[2][3]
- Noah Jupe como Kingsley Conan Doyle.[2][4]
- Diana Quick como Cecelia Weiss.[5]

## Lista de episodios
| Núm. | Título                       | Director         | Escritores                       | Fecha de emisión original (Reino Unido) | Audiencia (millones de espectadores en Estados Unidos) |
| --- | ---------------------------- | ---------------- | -------------------------------- | --------------------------------------- | ------------------------------------------------------ |
| 1 | «The Maggie's Redress»       | Stephen Hopkins  | David Hoselton y David Titcher   | 13 de marzo de 2016                     | 2,62                                                   |
| Adelaide Stratton, la primera mujer alguacil de Scotland Yard, investiga el asesinato de una monja en un convento. Houdini y Doyle se unen al caso como asesores. Un testigo asegura que la monja fue asesinado por el espíritu de una joven madre soltera que falleció en el convento hace seis meses. |                              |                  |                                  |                                         |                                                        |
| 2 | «A Dish of Adharma»          | Stephen Hopkins  | David Hoselton                   | 17 de marzo de 2016                     | 2,36                                                   |
| Un niño de 12 años dispara a la conocida sufragista Lydia Belworth (Laura Fraser), aunque no fatalmente. Houdini y Doyle se ven envueltos en la investigación al asegurar el chico que es la reencarnación de un hombre al que Belworth asesinó. |                              |                  |                                  |                                         |                                                        |
| 3 | «In Manus Dei»               | Daniel O'Hara    | Melissa R. Byer y Treena Hancock | 24 de marzo de 2016                     | 2,42                                                   |
| Houdini, Doyle y Adelaide investigan a un curandero religioso cuando un hombre fallece en una sesión de este. El curandero parece tener los poderes que dice tener cuando visita a la mujer de Doyle y esta despierta de su coma. Mientras tanto, Houdini desarrolla furúnculos y sufre una enfermedad que lo debilita. |                              |                  |                                  |                                         |                                                        |
| 4 | «Spring-Heel'd Jack»         | Daniel O'Hara    | Carl Binder                      | 31 de marzo de 2016                     | 2,62                                                   |
| La causa de la muerte de un empresario automovilístico se le atribuye inicialmente a un misterioso y oscuro demonio, cuya leyenda se remonta varias décadas en el tiempo. En el momento en que una segunda muerte le es atribuida al mismo demonio, Houdini y Doyle tratan de determinar si la leyenda es cierta o no. |                              |                  |                                  |                                         |                                                        |
| 5 | «The Curse of Korzha»        | Ed Bazalgette    | Joshua Brandon                   | 7 de abril de 2016                      | 2,02                                                   |
| Madame Korzha (Emily Hampshire), una médium ambulante, usa sus poderes para ayudar a la policía local a encontrar a una chica desaparecida. Mientras que Doyle cree que hay personas con poderes psíquicos, Houdini se muestra escéptico, especialmente a partir del momento en que Korzha es incapaz de localizar a otra chica desaparecida. Además, Doyle queda profundamente sorprendido cuando Korzha predice la desaparición de Adelaide. |                              |                  |                                  |                                         |                                                        |
| 6 | «The Monsters of Nethermoor» | Ed Bazalgette    | Nazrin Choudhury                 | 14 de abril de 2016                     | 2,50                                                   |
| Un hombre despierta desnudo y asegura que los extraterrestres han secuestrado a su mujer. En este caso, Houdini se cree la historia, pero Doyle se muestra escéptico. |                              |                  |                                  |                                         |                                                        |
| 7 | «Bedlam»                     | Robert Lieberman | David Titcher                    | 21 de abril de 2016                     | 1,66                                                   |
| Varias personas aparecen muertas, aparentemente a causa de sustos. El equipo trata de encontrar al causante de dichas muertes y las pistas lo conducen al hospital de Bethlem, con el que Doyle tiene una misteriosa conexión. |                              |                  |                                  |                                         |                                                        |
| 8 | «Strigoi»                    | Robert Lieberman | Carl Binder                      | 28 de abril de 2016                     | 1,79                                                   |
| La empleada doméstica de Bram Stoker, un antiguo amigo de Doyle, es asesinada al clavarle una estaca en el corazón. Las sospechas apuntan a que Stoker podría ser o bien el asesino o un vampiro. |                              |                  |                                  |                                         |                                                        |
| 9 | «Necromanteion»              | Jeff Renfroe     | Melissa R. Byer y Treena Hancock | 5 de mayo de 2016                       | 1,75                                                   |
| Mientras Houdini se encuentra en Nueva York enterrando a su madre, Doyle y Adelaide investigan los asesinatos de un duende en Canadá. Allí se encuentran con Thomas Edison (interpretado por Peter Outerbridge), quien ha inventado un nuevo dispositivo, el necrófono, un aparato que sirve para comunicarse con los muertos. |                              |                  |                                  |                                         |                                                        |
| 10 | «The Pall of LaPier»         | Jeff Renfroe     | David Hoselton                   | 12 de mayo de 2016                      | 1,69                                                   |
| Todos los habitantes de un pueblo fallecen sin causa aparente en un pequeño pueblo y el trío se desplaza hasta allí para investigar los hechos. No obstante, Adelaide no consigue concentrarse en el caso a causa de la revelación de que su marido fingió su propia muerte. Houdini, mientras tanto, continúa viendo el fantasma de su madre y teme que se esté volviendo loco.                                                               |                              |                  |                                  |                                         |                                                        |